# Iaefum
Iaefum (em iorubá: iya-ẹfun lit. "mãe do pó") é a sacerdotisa responsável pelo preparo do efum, e encarregada de fazer as pinturas nos adeptos do candomblé nos rituais de axexê e feitura de santo. É um cargo de grande importância e confiabilidade. Esta mesma função pode ser executada pelo sexo masculino (sacerdote), recebendo o nome de babaefum. 